# 青い鳥 (重松清)
『青い鳥』（あおいとり）は、重松清による短編小説および短編集。
表題作は2008年に『青い鳥』として阿部寛主演で映画化された。

## 概要
吃音症でタ行とカ行を上手く発音することができない村内先生が各話に必ず登場する物語。
各話が短編小説となっている。「ひむりーる独唱」には草野心平の記述がある。

## 収録作品
全編とも『小説新潮』（新潮社）に掲載された。
- ハンカチ（2006年4月号）
- ひむりーる独唱（2006年7月号）
- おまもり（2006年11月号）
- 青い鳥（2006年12月号）
- 静かな楽隊（2007年1月号）
- 拝啓ねずみ大王さま（2007年2月号）
- 進路は北へ（2007年3月号）
- カッコウの卵（2007年4月号）

## 登場人物
村内先生
吃音症でタ行とカ行、濁音で始まる言葉は必ずつっかえる国語の教師。
千葉知子 （ハンカチ）
場面緘黙症の中学3年生。いつもポケットの中のハンカチを握りしめている。
斎藤義男 （ひむりーる独唱）
担任教師をナイフで刺してしまった中学2年生。
須藤杏子 （おまもり）
バスケットボール部の中学2年生。父親が交通事故を起こしている。
園部真一 （青い鳥）
クラスで起こったいじめに加担したことに苦しむ中学2年生。総務委員。
中山聡美 （静かな楽隊）
1人のクラスメイトがすべてを仕切る「帝国」の中学1年生。
富田洋介 （拝啓ねずみ大王さま）
父親の自殺がきっかけで転校した中学2年生。ハムスターを飼っている。
篠沢涼子 （進路は北へ）
大学付属中学に通う中学3年生。狭い自分の世界に息苦しさを感じている。
松本 （カッコウの卵）
「てっちゃん」と呼ばれている（正確な下の名前は出てきていない）。
実の両親の離婚や里親の虐待などで、家庭を知らずに育った。